# Agata Ozdoba
Agata Ozdoba (née le 25 février 1988) est une judokate polonaise concourrant dans la catégorie des moins de 63 kg. Elle est détentrice d'une médaille mondiale, le bronze en 2017 et d'une médaille de bronze aux Championnats d'Europe de 2014.

## Palmarès

### Compétitions internationales
| Année | Compétition           | Lieu        | Résultat | Catégorie      |
| ----- | --------------------- | ----------- | -------- | -------------- |
| 2007  | Championnats d'Europe | Minsk       | 3e       | Par équipes    |
| 2014  | Championnats d'Europe | Montpellier | 3e       | Moins de 63 kg |
| 2017  | Championnats du monde | Budapest    | 3e       | Moins de 63 kg |
| 2021  | Championnats d'Europe | Lisbonne    | 5e       | Moins de 63 kg |

### Tournois Grand Chelem et Grand Prix
| Année | Compétition          | Lieu      | Résultat | Catégorie      |
| ----- | -------------------- | --------- | -------- | -------------- |
| 2014  | Grand Prix Abu Dhabi | Abu Dhabi | 3e       | Moins de 63 kg |